# Albergo National
L'Albergo National (in russo гостиница «Националь»?, gostinica «Nacionalʾ») è un hotel a cinque stelle di Mosca, in Russia, aperto nel 1903. Dispone di 202 camere e 56 suite e si trova in Piazza del Maneggio, direttamente di fronte al Cremlino. L'hotel è gestito da The Luxury Collection, una divisione di Marriott International.

## Storia

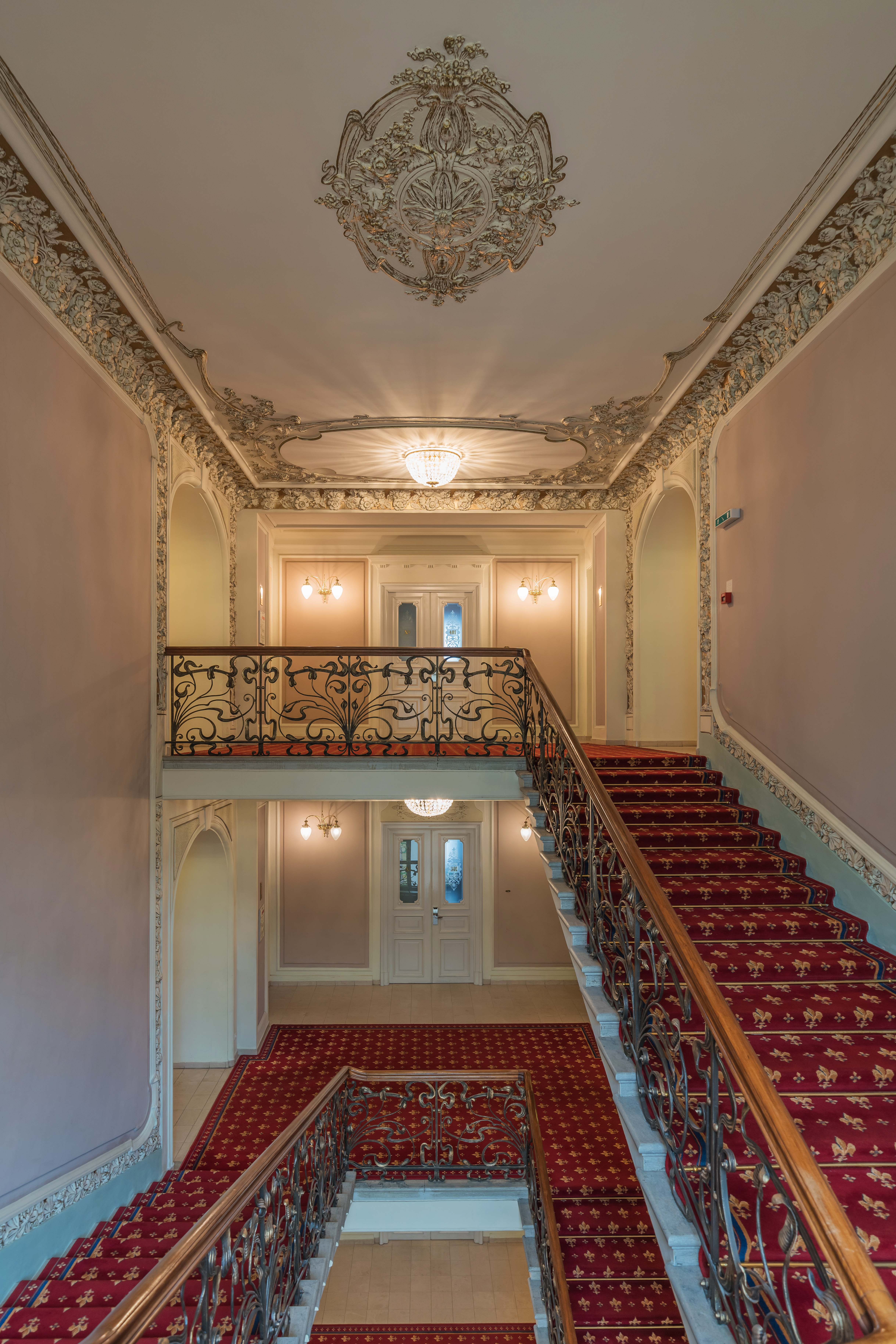
Interno dell'hotel: scala principale

Il National fu finanziato dalla "Società per azioni dei proprietari di casa Varvarinskoe" e progettato dall'architetto Alexander Ivanov. La costruzione iniziò nel 1901 e l'hotel, con 160 camere, fu inaugurato il 14 gennaio 1903. L'apertura dell'hotel è talvolta indicata come il 1º gennaio, perché la Russia utilizzava ancora il calendario giuliano all'epoca, che era 13 giorni indietro rispetto al calendario gregoriano utilizzato nel resto del mondo. Nel 1915 l'hotel progettò di aggiungere due piani in cima alla struttura di sei piani, ma le carenze causate dalla prima guerra mondiale fecero sì che i lavori non venissero mai iniziati.
All'indomani della Rivoluzione russa, la capitale della Russia venne trasferita a Mosca. Nel marzo 1918 l'hotel divenne la sede del primo governo sovietico. Poiché il Cremlino era stato danneggiato durante i combattimenti, nell'ottobre 1917, ed era in riparazione, Lenin si stabilì con sua moglie nella stanza 107 dell'Hotel National per sette giorni. Nell'hotel vi è oggi una targa che ricorda questo evento. L'hotel ospitò anche altri leader sovietici, tra cui Trotsky e il capo della polizia segreta Felix Dzerzhinsky. L'edificio continuò  in seguito ad essere utilizzato dal governo sovietico per ospitare i delegati ufficiali del partito e fu ribattezzato Prima Casa dei Soviet nel 1919.

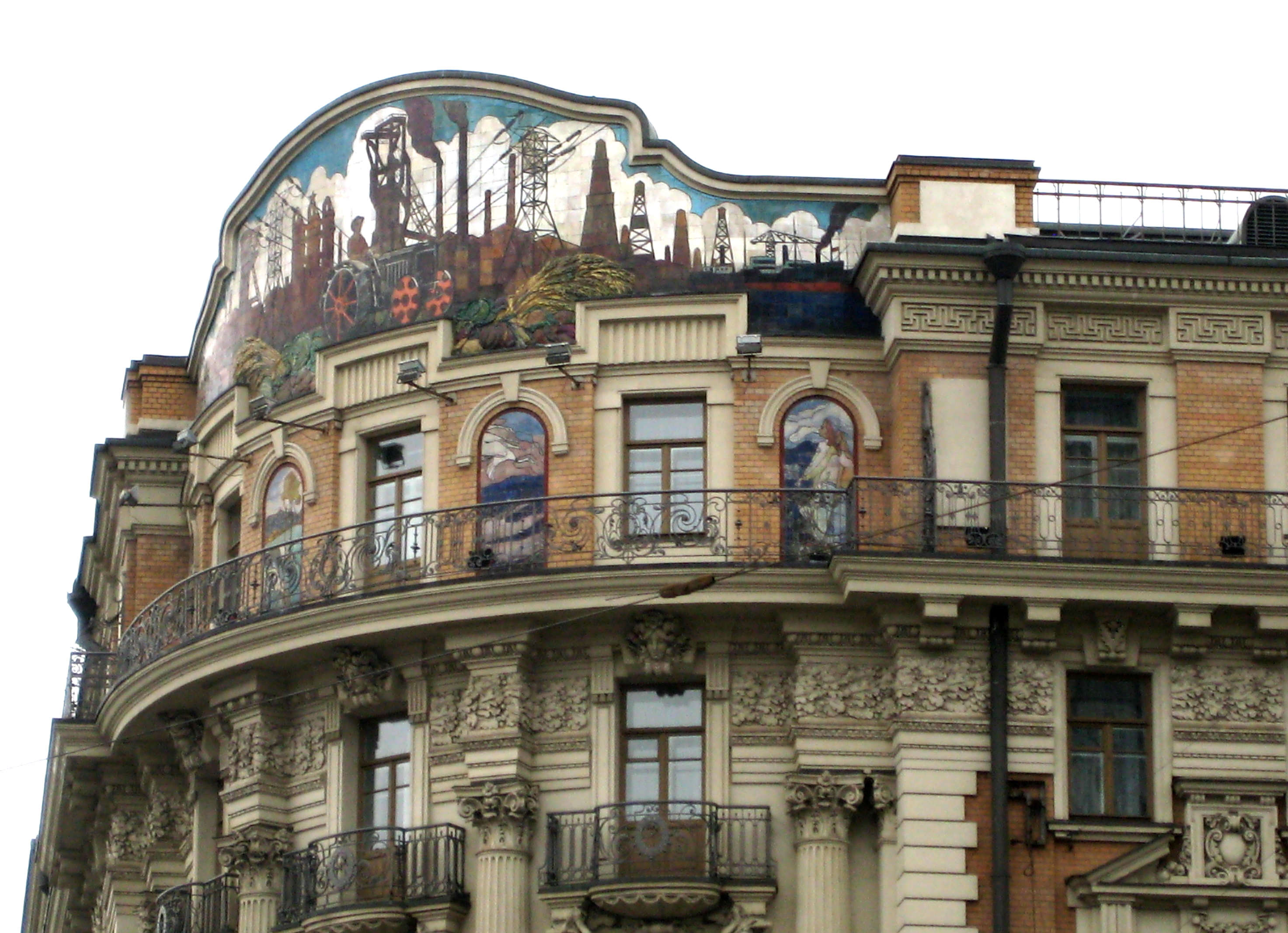
Un'enorme opera d'arte del realismo socialista sul tetto dell'hotel

Nel 1931 l'edificio necessitava di riparazioni e fu sottoposto a una completa ristrutturazione per poter ospitare visitatori stranieri. Venne riarredato con mobili e oggetti d'antiquariato di qualità museale provenienti dai palazzi degli zar e della nobiltà russa, tra cui Carskoe Selo e il Palazzo Aničkov. I pezzi fanno parte della collezione dell'hotel ancora oggi. L'enorme mosaico nell'angolo superiore dell'hotel è stato sostituito con un'opera d'arte realista socialista di 120 metri quadrati incentrata sulla potenza industriale dell'economia sovietica. Il National venne riaperto con il suo nome originale nel 1932. L'hotel entrò a far parte di Inturist, il monopolio del turismo statale, nel 1933.
Durante la seconda guerra mondiale l'hotel ospitò numerose delegazioni alleate, tra cui il gruppo guidato da W. Averell Harriman nel settembre 1941 e il ministro degli Esteri britannico Anthony Eden nel dicembre 1941.
Alla fine degli anni '60, adiacente al National fu costruito l'Hotel Intourist, un'imponente e moderna struttura in vetro. L'Hotel Intourist è stato unito al National nel 1983 e i due hotel hanno operato per un certo periodo in gestione congiunta. Il National aveva sofferto di anni di abbandono e, quando un grosso pezzo della facciata crollò nel 1989, l'hotel fu chiuso per lavori di ristrutturazione.
L'Hotel National venne ristrutturato dal 1991 al 1995. Fu ceduto dal governo russo alla città di Mosca nel 1992 e riaperto il 9 maggio 1995 come parte di Forte Hotels. Quando Forte rilevò Le Méridien Hotels & Resorts nel 1996, l'hotel venne ribattezzato Le Méridien National Hotel. Fu ulteriormente ribattezzato Le Royal Méridien National Hotel nel 1998.
Il 9 dicembre 2003 una donna kamikaze cecena si fece esplodere fuori dall'hotel. Si pensa che il suo obiettivo fosse l'edificio della Duma di Stato dall'altra parte della strada e che la bomba sia esplosa prematuramente. Sei persone persero la vita e 13 rimasero ferite nell'esplosione.
L'hotel è tornato al suo nome originale nel 2009, quando è passato dal marchio Le Méridien a The Luxury Collection.
Nel 2011 il National, che in precedenza era di proprietà della città di Mosca, è stato privatizzato e venduto all'uomo d'affari Mikhail Gutseriev per 4,7 miliardi di rubli.

## Ospiti famosi
Fin dall'inizio, l'hotel è stato estremamente popolare tra l'aristocrazia russa e le celebrità in visita e ha accolto Anatole France nel 1913 e H. G. Wells nel 1914. Nel 1933 fu la residenza temporanea del primo ambasciatore degli Stati Uniti in Unione Sovietica, William Bullit, fino a quando non furono completati i lavori di ristrutturazione della residenza dell'ambasciatore a Spaso House. Sergej Prokof'ev visse per un certo periodo nell'hotel nel 1933 al suo ritorno dall'estero in Unione Sovietica. L'autore Michail Šolochov soggiornava spesso all'hotel negli anni '30.
Pablo Neruda venne al National nel 1954. Il pianista americano Van Cliburn ebbe una delle migliori suite dell'hotel nel 1958 durante il suo famoso viaggio a Mosca e anche il cantante americano Paul Robeson fu un ospite frequente negli anni '50. John Steinbeck soggiornò all'hotel nel 1962 e Armand Hammer fece la sua prima di molte visite nel 1964. Il futuro presidente degli Stati Uniti Bill Clinton rimase al National nel 1969 durante una vacanza dai suoi studi a Oxford.
Alla fine del 1989, diverse scene del film del 1990 La casa Russia furono girate nell'hotel con gli attori Sean Connery e Michelle Pfeiffer. Nel 1990, diverse scene del film del 1992 Back in the USSR furono girate all'interno e all'esterno dell'hotel, con gli attori Frank Whaley, Roman Polański e Natalya Negoda.
Negli ultimi anni l'hotel ha accolto, tra gli altri, Jacques Chirac, Kofi Annan, Lech Wałęsa, Shimon Peres, Donald Trump, Madeleine Albright, Plácido Domingo, Ray Charles, Michel Legrand, Pierre Cardin, Catherine Deneuve, Marcello Mastroianni, Alain Delon, Chris Watson, Jack Nicholson, Sean Penn e Peter Ustinov.